# Гіркі зерна
«Гіркі зерна» — радянський художній фільм 1966 року, знятий на кіностудії «Молдова-фільм».

## Сюжет
Фронтові друзі — Мірча, Степан і Павло — вирішують разом будувати нове життя в рідному молдавському селі. У боротьбі з куркулями гинуть Степан і Павло…

## У ролях
- Іон Шкуря — Мірчі Скутару
- Леонід Неведомський — Степан Чеботар
- Юрій Горобець — Павло
- Маре Хелласте — Анжела
- Григоре Грігоріу — Андрій Войновяну
- Думітру Маржине — Штефенел
- Михайло Бадікяну — Тудораш
- Федір Нікітін — Бадя Іліє
- Віктор Соцкі-Войніческу — епізод
- Сотірос Белевендіс — епізод
- Олексій Смирнов — епізод
- Думітру Фусу — Сиплий
- Маріка Белан — Васілуца
- Олександр Кам'янко-Александровський — епізод
- Віктор Поліщук — епізод
- Катерина Казимирова — матінка Марія
- Іон Горя — селянин
- Тріфан Грузін — епізод
- Домніка Дарієнко — епізод
- Андрій П'ятницький — епізод
- Аркадій Трусов — епізод
- Микола Харін — епізод
- Георгій Хассо — епізод
- Олександра Юрчак — епізод
- Василь Бузату — активіст
- Юрій Чернишов — епізод
- Володимир Богату — Костіков
- Гавриїл Чиботару — епізод
- Андрій Нагіц — епізод
- Леонтій Багатий — епізод

## Знімальна група
- Режисери — Валеріу Гажіу, Вадим Лисенко
- Сценаристи — Валеріу Гажіу, Вадим Лисенко
- Оператор — Віталій Калашников
- Композитор — Олександр Лебедєв
- Художник — Антон Матер